# Скеля (заповідне урочище)
За́пуск — заповідне урочище в Україні. Розташоване в межах Городоцької міської громади Хмельницького району Хмельницької області, на північний захід від міста Городок.
Площа 22,5 га. Статус присвоєно згідно з рішенням облвиконкому від 20.12.1989 року № 203. Перебуває у віданні: Бедриковецька сільська рада.
Статус присвоєно для збереження мальовничого природного комплексу на крутосхилі правобережжя річки Смотрич.